# Durkins öppning
Den här artikeln använder algebraisk schacknotation för att beskriva schackdragen.
Durkins öppning, även kallad Durkins attack eller Natriumattacken, är en mycket sällan spelad schacköppning som börjar med draget:
1. Sa3
Öppningen är nämnd efter Robert Durkin (1923-2014).

## Varianter
- Durkins gambit 1...e5 2.Sc4 Sc6 3.e4 f5
- Celadons variant 1...e5 2.d3 Lxa3 3.bxa3 d5 4.e3 c5 5.Tb1
- Chenoboskians variant 1...g6 2.g4